# Estrada europeia 90

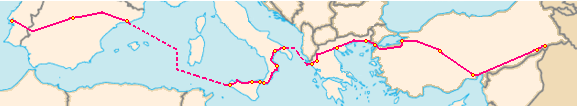
Itinerário da E90

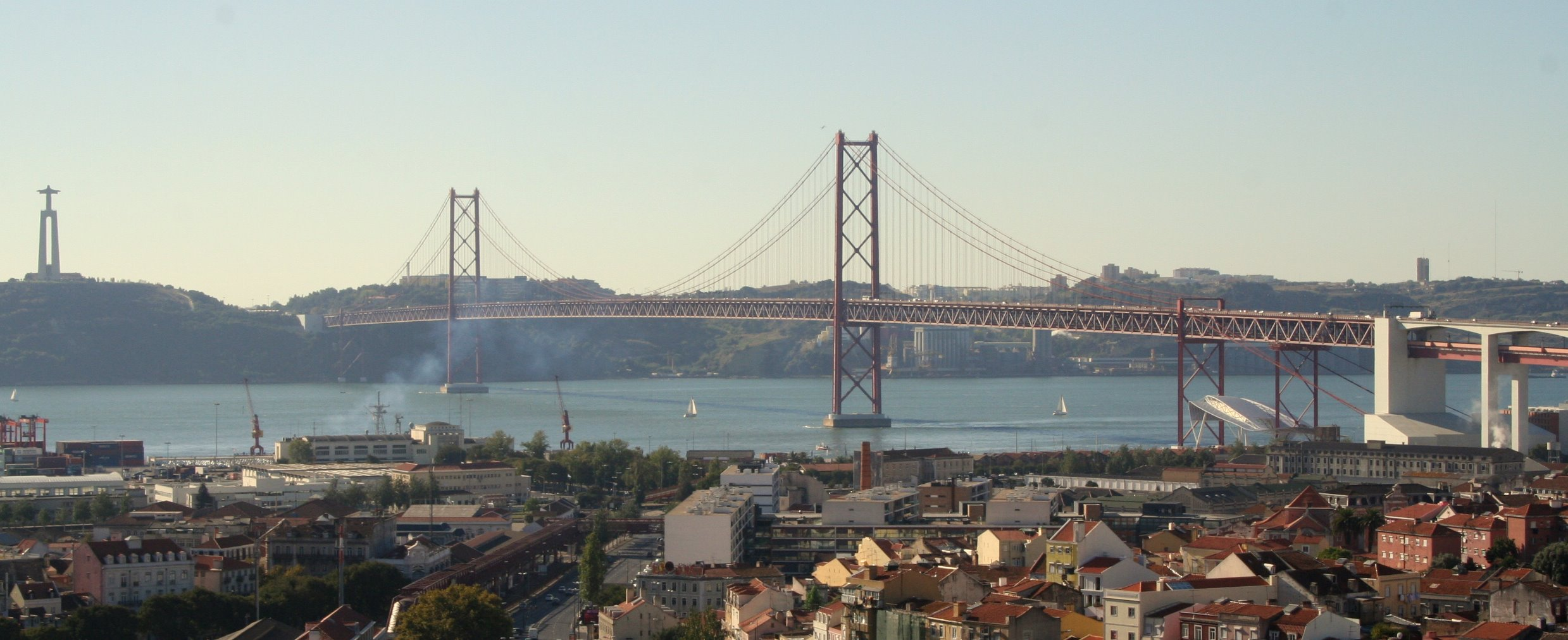
A Ponte 25 de Abril entre Lisboa e Almada

A E90 é uma Estrada europeia que começa em Lisboa (Portugal) e que acaba na Turquia junto à fronteira com o Iraque. 

Tem uma extensão de 4770 km.
Esta estrada passa sucessivamente por Portugal, Espanha, Itália, Grécia e Turquia, terminando junto da fronteira Iraque-Turquia.

## Itinerário
- Lisboa  - Almada - Évora - Caia
  - A2 - Autoestrada do Sul
  - A6 - Autoestrada Marateca - Caia
- Badajoz - Madrid - Saragoça - Barcelona
- Travessia marítima Espanha-Itália
- Mazara del Vallo (Sicília) - Alcamo - Palermo - Buonfornello - Messina - (Travessia marítima) - Reggio di Calabria - Catanzaro - Crotone - Sibari - Metaponto - Taranto - Brindisi
- Travessia marítima Itália-Grécia
- Igoumenitsa - Janina - Kozani - Salónica - Alexandrópolis
- Travessia marítima Grécia-Turquia
- Ipsala - Keşan - Gelibolu - (Travessia marítima) - Laspeki - Bursa - Sivrihisar - Ancara - Adana - Toprakkale - Gaziantep - Şanlıurfa - Nusaybin - Habur
- Fronteira Iraque-Turquia